# Талица (Бабушкинский район)
Талица — деревня в Бабушкинском районе Вологодской области.
Входит в состав Миньковского сельского поселения, с точки зрения административно-территориального деления — в Великодворский сельсовет.
Расстояние до районного центра села имени Бабушкина по автодороге — 53 км, до центра муниципального образования Миньково по прямой — 15 км. Ближайшие населённые пункты — Великий Двор, Шилово, Заломье.
Население по данным переписи 2002 года — 4 человека.
В Талице расположены памятники архитектуры баня Князева, дом Слободина, усадьба Власовой (жилой дом, баня), комплекс из амбара и гумна.
В деревне родился генерал-майор Альберт Карасёв.